# Gymnotus varzea
Gymnotus varzea és una espècie de peix pertanyent a la família dels gimnòtids.

## Descripció
- Fa 28,5 cm de llargària màxima i 65 g de pes.[4]

## Alimentació
Menja petits invertebrats aquàtics (com ara, larves de quironòmids, crisàlides d'insectes i microcrustacis).

## Hàbitat
És un peix d'aigua dolça, bentopelàgic i de clima tropical.

## Distribució geogràfica
Es troba a Sud-amèrica: conca del riu Amazones al Brasil i el Perú.

## Observacions
És inofensiu per als humans.